# Formica robusta
Formica robusta é uma espécie de formiga do gênero Formica, pertencente à subfamília Formicinae.